# Монако на летних Олимпийских играх 1928
Команда Монако принимала участие в Летних Олимпийских играх 1928 года в Амстердаме (Северная Голландия, Нидерланды) в третий раз за свою историю, но не завоевала ни одной медали.

## Легкая атлетика и прыжки в длину
В этих видах спорта от Монако участвовал один спортсмен.Гастон Медесан не финишировал в десятиборье, а в прыжках в длину занял 34 место.

## Гребля (мужская четверка)
В 1928 году команда Монако дебютировала в этом виде спорта.Выступали 5 спортсменов:рулевой и 4 гребца.От команды страны выступали Александр Девисси,Луи Джобергиа,Шарль Гардетто,Эмиль Гардетто и Пьер Левези.

## Парусный спорт
Эмиль Барраль участвовал в гонке на 12-футовых шлюпках, но не сумел добраться до финиша.

## Художественный конкурс
Монако представляли три человека: Мишель Раварино, Марк-Сезар Скотто и Огюст Филипп Марокко.